# Grammy for bedste discoindspilning
Grammy for Best Disco Performance var en amerikansk pris der blev uddelt af Recording Academy for årets bedste Disco udgivelse. Prisen blev kun uddelt en enkelt gang, i 1980.

## Modtagere af Grammy for Best Disco Performance
- 1980: Dino Fekaris, Freddie Perren (producer) & Gloria Gaynor for I Will Survive.

## Se Også
- Grammy priserne.